# Microsoft Flight Simulator 2024
A Microsoft Flight Simulator 2024 egy repülésszimulációs videojáték, amelyet az Asobo Studio fejlesztett és az Xbox Game Studios adott ki. A játék a Microsoft Flight Simulator (2020) utódja, és 2024. november 19-én jelent meg Windowsra és Xbox Series X/S-re.
A játékot a 2023-as Xbox Games Showcase-en jelentették be 2023. június 11-én. Tartalmaz egy karrier módot olyan küldetésekkel, mint a mezőgazdasági repülés és a tűzoltás. Az Asobo saját fejlesztésű motorját használja.
A szimulátorban a teljes Föld bolygót lemodellezték, elkészítve így bolygónk digitális ikertestvérét. A teljes adatbázis meghaladja a 2500 Terabyte-ot.

## Játékmenet
Az új küldetéstípusok közé tartozik a légi tűzoltás, a légi kutatás és mentés, a helikopteres teherszállítás, a légi mentés, a terményporzás, a hegyi mentés, az ejtőernyős ugrás, a kereskedelmi repülés, a légi daruépítés, az Airbus Belugával történő nagyméretű teherszállítás, az Airbus A400M-gyel történő sarkvidéki teherszállítás, a VIP légi charter és vezetői szállítás, a légi versenyzés, az időjárás felderítés, a kísérleti repülőgépek tesztelése és az A-10 Warthoggal történő radar alatti repülés. Az új repülőgéptípusok közé tartoznak a vitorlázórepülők, léghajók és hőlégballonok. Az új környezeti funkciók közé tartoznak az erdőtüzek, a hó, a tornádók, a sarki fény, az állatok vándorlása és csordái, az élő tengeri és repüléskövetés, a négy évszak és a jobb földi forgalmi jelentések.
A Microsoft Flight Simulator 2024 egy önálló verzió, de a Microsoft kijelentette, hogy „gyakorlatilag minden”, a Flight Simulator online piacterén az előző verzióhoz vásárolt kiegészítő működni fog az új kiadással is. Hogy külső, harmadik féltől származó kiegészítők támogatottak lesznek-e, az nem világos. A vállalat az új küldetéseket és repülőgépeket a repülési karrier módok részeként írta le. A 2024 elektronikus repülőtáskával, továbbfejlesztett fizikamotorral, amely jobban szabályozza az addonok repülési dinamikáját, továbbfejlesztett elektromos, pneumatikus, üzemanyag- és hidraulikus repülőgép-rendszerekkel és avionikával, valamint többszálú processzor támogatással a jobb teljesítmény érdekében, rendelkezik.

## Fejlesztés
Az Asobo Studios a játék vezető fejlesztője. Az Asobo több mint 200 fős csapata főként a játék kliensének frissítésén dolgozott, hogy az új funkciókhoz igazodjon, míg az Xbox több mint 30 külső partnerrel dolgozott együtt a szimulátor különböző aspektusain.
A játék 2024. november 19-én jelent meg Xbox Series X/S és Windows rendszereken.

## Fogadtatás
| Összegzőoldal | Értékelés   |
| ------------- | ----------- |
| Metacritic    | 77/100 (PC) |

| Szerző        | Értékelés |
| ------------- | --------- |
| IGN           | 9/10      |
| PC Gamer (US) | 90/100    |

A Microsoft Flight Simulator 2024 a megjelenéskor vegyes fogadtatásban részesült a közösség körében, a kritikák a hosszú betöltési időkre irányultak, amelyek a szerverek túlterheltségét okozó nagy játékosáradat miatt jelentkeztek. Ez később azt eredményezte, hogy a játékosok hosszú ideig virtuális sorban álltak, amikor megpróbáltak játszani a játékkal. Jörg Neumann, a Flight Simulator vezetője bocsánatot kért egy YouTube fejlesztői streamben, amelyet a játék megjelenésének napján tettek közzé, míg Sebastian Wloch, az Asobo Studio vezérigazgatója azt mondta, hogy egy adatbázis gyorsítótárát „teljesen túlterhelték”, ami betöltési problémákat és hiányzó tartalmakat okozott. A problémák miatt a játék a megjelenés után „Túlnyomórészt negatív” értékelést kapott a Steam platformon, és a média, köztük a GameSpot azt sugallta, hogy a játék kritikai bombát kapott. A következő napon frissítést tettek közzé a Flight Simulator hivatalos támogatási fiókján az X-en, amelyben azt írták, hogy több szerverkapacitás került hozzá, de továbbra is problémák voltak a játékhoz való hozzáféréssel.